# Alquimia (banda)
Alquimia es un proyecto musical creado por el guitarrista/compositor español Alberto Rionda (Avalanch). Tras anunciar parón indefinido con Avalanch, anuncia el 13 de febrero de 2013, a través de las redes sociales y portales de noticias especializadas en metal, que se encuentra trabajando en un nuevo proyecto, que llevaría por nombre Alquimia.

Más adelante (18 de febrero de 2013), anuncia que, Alquimia, estará compuesto por Israel Ramos (Amadeüs) a la voz, el mismo Rionda a la guitarra, Rubén Lanuza (Amadeüs) al bajo, Chez García (Avalanch) a los teclados y Marco Álvarez (Avalanch) a la batería. Este último, terminaría abandonando el proyecto antes de implicarse plenamente. Y el 16 de septiembre de 2013, fue anunciado, oficialmente, que en su lugar, entraría el cubano Leo Duarte. En diciembre de 2016 Alberto Rionda en una entrevista anuncia el regreso de Avalanch por el 15º aniversario de El Ángel Caído por consiguiente declara parón indefinido de Alquimia. A finales de 2020, se anuncia el regreso del grupo; sin embargo, en febrero del año siguiente, el vocalista, Isra Ramos, abandona la banda.

## Miembros
- Alberto Rionda - Guitarras
- Rubén Lanuza - Bajo
- Chez García - Teclados
- Leo Duarte - Batería

### Exmiembros
- Marco Álvarez - Batería
- Israel Ramos - Voz

## Discografía

### Álbumes
- Alquimia (Mutus Liber) - 2013
- Espiritual - 2015

### Sencillos
- La llama eterna - 2014
- Sol negro - 2015